# Walter Probst
Walter Probst, född 17 april 1918, död februari 2007, var en österrikisk fotbollstränare och -spelare. 
Walter Probst spelade 1939–1942 för den österrikiska storklubben Austria Wien som mittfältare och försvarare. Han spelade även i Rapid Wien, Wacker München, Wiener Sport-Club och Hakoah Wien.
Walter Probst ledde IFK Göteborg till SM-guld 1958 med Anders Bernmar som lagledare. I laget spelade bland andra Bengt "Fölet" Berndtsson, Owe "Fiskar-Owe" Ohlsson och Bertil "Bebben" Johansson.

## Tränarkarriär
- IFK Göteborg (1954–1958)
  - Svensk mästare 1958
- Austria Wien (1959–1960)
- Djurgårdens IF (1960–1963)
- Örgryte IS (1964–1965)
- IF Saab